# Антонелли, Никколо
Никколо Антонелли (итал. Niccolò Antonelli; род. 23 февраля 1996, Каттолика, Италия) — итальянский мотогонщик, победитель нескольких этапов чемпионата мира по шоссейно-кольцевым мотогонкам серии MotoGP в классе Moto3. В сезоне 2016 выступал в классе Moto3 в составе команды «Ongetta–Rivacold» под номером 23.

## Биография
2012 год стал дебютным сезоном для Антонелли. Хотя Антонелли дважды потерпел крушение в этом году, он проявил некоторую последовательность и финишировал 14-м с 77 очками в финале.
С большими ожиданиями Антонелли начал сезон Moto3 2013 года. Но сезон был полон аварий для него, в общей сложности 6 аварий, и он был понижен до 16-го места в итоговом зачете.
2014 год также был наполнен катастрофами для Антонелли, в общей сложности 6 аварий по сравнению с предыдущим сезоном и 3 финиша без очков, и он занял 14-е место в итоговом зачете.
2015 год стал годом возвращения Антонелли. Заняв свою первую поул-позицию на Гран-При Валенсии 2014 года, Антонелли одержал свою первую победу Moto3 на Гран-При Чехии 2015 года. Антонелли, который начал гонку с поул – позиции, опустился на шестое место на первом круге, но пробился вверх, чтобы вернуть лидерство на предпоследнем круге, и удержался, чтобы выиграть впереди Энеа Бастианини и Брэда Биндера. Он добавил вторую победу позже в сезоне в Мотеги. Несмотря на то, что он трижды потерпел крах и два финиша без очков, Антонелли имел в общей сложности 4 подиума в сезоне 2015 года и занял 5-е место в итоговом зачете.
В 2016 году Антонелли считался одним из претендентов на чемпионство после того, как начал сезон с победы на стартовой гонке в Катаре. Но его краш-удача продолжается, с двумя авариями, двумя беспроигрышными финишами и одним DNS в Германии из-за перелома.